# En natt i Köpenhamn
En natt i Köpenhamn är en sång som framfördes av BAO med Helen Sjöholm & Tommy Körberg på albumet Mitt hjärta klappar för dig 2016 Den låten fanns på Svensktoppen mellan 14 augusti 2016 och 12 mars 2017 under totalt 31 veckor med tredje plats som bästa placering Musiken är skriven av Benny Andersson och texten av Björn Ulvaeus.

### Fotnoter
1. ↑  https://open.spotify.com/album/5CpWkGpDajMTORGVbIgLi6
2. ↑  ”Arkiverade kopian”. Arkiverad från originalet den 13 oktober 2016. https://web.archive.org/web/20161013003443/http://www.nostalgilistan.se/benny-anderssons-orkester-helen-sjoholm-tommy-korberg-13716/en-natt-i-kopenhamn-38318. Läst 30 juni 2017.
3. ↑  https://www.ginza.se/product/andersson-benny/mitt-hjarta-klappar-for-dig-16/343442/